# Лукьянов, Марат Сергеевич
Марат Сергеевич Лукьянов (бел. Марат Сяргеевіч Лук’янаў; род. 1 июля 2004, Барановичи, Брестская область) — белорусский футболист, нападающий клуба «Барановичи».

## Карьера

### «Белшина»
Начинал заниматься футболом в барановичской детско-юношеской спортивной школе. Позже футболист перебрался в академию брестского «Динамо». В январе 2021 года футболист перешёл в брестский «Рух», где выступал за дублирующий состав. В июле 2022 года футболист перешёл в бобруйскую «Белшину», где продолжил выступать за дублирующий состав. В середине октября 2022 года футболист стал подтягиваться к играм с основной командой. Дебютировал за клуб футболист 30 октября 2022 года в матче против дзержинского «Арсенала», выйдя на замену на 89 минуте. В своём дебютном сезоне футболист провёл 2 матча в рамках чемпионата.

#### Аренда в «Барановичи»
В начале 2023 года футболист проходил просмотр в «Барановичах». В марте 2023 года футболист на правах арендного соглашения до конца сезона присоединился к барановичскому клубу. Дебютировал за клуб 29 апреля 2023 года в матче против «Орши», выйдя на замену на 61 минуте, однако затем на 85 был сам заменён. Дебютный гол за клуб забил 3 июня 2023 года в матче против «Нивы». Затем футболист смог быстро закрепиться в основной команде клуба, чередуя матчи в стартовом состав и со скамейки запасных, отличившись забитым голом и 4 результативными передачами во всех турнирах. По итогу сезона вместе с клубом занял итоговое шестое место в чемпионате.

### «Барановичи»
В феврале 2024 года футболист на правах свободного агента полноценно перешёл в «Барановичи».

## Международная карьера
В 2020 году выступал за юношескую сборную Белоруссии до 16 лет.